# Mossbank
Mossbank er en landsby i den nordlige del af Mainland på Shetlandsøerne, som er beliggende på sydsiden af sundet Yell Sound mellem Mainland og øen Yell. 
Byen ligger i Delting sogn i nærheden af Shetlands store olieterminal Sullom Voe Oil Terminal, som blev opført i 1970-erne. Terminalen var medvirkende til, at byens indbyggertal steg fra 130 indb. i 1971 til ca. 1.000 i 1982, som fra omkring 1991 stabiliserede sig til ca. 500 indb.
Før i tiden var der færgeforbindese fra Lerwick, indtil den  nye færgehavn Toft, nord for byen blev bygget i 1951.
Der er folkeskole, ungdomsklub, fodboldklub, sportshal, 2 supermarkeder, frisør, benzinstation, pub, hotel og kirkelokaler for fire forskellige trosretninger.
Mindesmærket "Delting Disaster"  minder om at 22 fiskere fra området i fire både den 22. december 1900 omkom, da de blev ramt af en voldsom storm, mens de fiskede efter kuller. 